# Hesperanoplium notabile
Hesperanoplium notabile là một loài bọ cánh cứng trong họ Cerambycidae.